# Camera della Moda Araba
La Camera della Moda Araba (Arab Fashion Council, AFC, in arabo مجلس الأزياء العربي‎?) è la più grande associazione senza scopo di lucro di moda di livello internazionale non governativa per il mondo arabo, rappresentando i 22 paesi arabi membri della Lega araba e si pone come obiettivo principale di promuovere gli stilisti di moda a livello internazionale, disseminare la cultura della moda sul territorio arabo e valorizzare la creatività e la potenzialità artistica del territorio in cui opera, riposizionando il mondo arabo nel panorama internationale della moda. Aderiscono all'associazione tutte quelle aziende e quei talenti della fashion industry araba in particolare stilisti di moda, modelle, fotografi, parrucchieri, make-up artists, direttori creativi, giornalisti e blogger di moda. Analogamente essa regolamenta le agenzie di modelli/e formulando standard adeguati al livello mondiale, con il proposito di tutelare il lavoro di indossatori/indossatrici nel mondo arabo. Infine l'associazione regola la formazione nelle accademie e istituti registrati sotto la legge dei paesi arabi.

## Struttura
L'associazione ha sede in Dubai, la sua struttura è basata su sei pilastri principali, nella forma di un esagono  perfetto, e ogni pilastro è rappresentato da un colore differente.
- Higher Management è formato dal Consiglio Direttivo e dai Responsabili con il compito della gestione dell'associazione, la regolamentazione e la pianificazione strategica. Rappresentato dal bianco come simbolo di trasparenza.
- Honorary Presidents è formato dalle donne arabe influenti appartenenti a famiglie reali/governative selezionate attraverso invito secondo la loro influenza e notorietà per opere e successi di livello culturale e sociale conseguiti e riconosciuti a livello pubblico. Il loro compito è di rappresentare egregiamente il proprio paese di appartenenza. Ogni donna è il Presidente Onorario del Consiglio nel suo Paese. Il colore assegnato a questa divisione è il sabbia che rappresenta il territorio arabo.
- Pionieri Onorari “Honorary Pioneers” sono i personaggi illustri di livello internazionale il cui lavoro ha dato un importante contributo alla società civile, alla beneficenza e l'industria della moda. Il loro colore è verde che rappresenta la primavera del Consiglio.
- Ambasciatore sono coloro che rappresentano l'immagine dell'associazione, ammessi solo tramite invito da parte dei membri del Consiglio Direttivo. Il colore di questa sezione è blu a rappresentare il mare come simbolo del viaggio.
- Membri Associati sono tutti gli artisti, designers, aziende che sono iscritte come associati ordinari all'associazione. Il colore di questa sezione è il rosso, che rappresenta la passione e le azioni.
- La Commissione dei Deputati “Board of Deputies”, una commissione eletta dai membri ordinari per rappresentare la loro stessa voce alla Camera che partecipa alle assemblee con il Consiglio Direttivo. Il loro colore è il giallo che rappresenta la speranza.

## Attività
L'attività di riferimento della Camera Internazionale della Moda Araba è quello di organizzare due volte l'anno il prestigioso evento Arab Fashion Week, che è l'unica Settimana della Moda ufficiale in Medio Oriente.
La Settimana della Moda Araba rappresenta tutti i Paesi arabi ma ha luogo a Dubai e invita i marchi di moda a mostrare la loro esclusiva collezione moda per il Medio Oriente.

### Attività analoghe
Altre attività simili a quelle organizzate dalla Camera della Moda Araba “Arab Fashion Council” sono la Settimana della moda di New York, Settimana della moda di Londra, Settimana della moda di Milano e la Settimana della moda di Parigi.

## Pace e beneficenza
La prima associazione di moda a lavorare su una strategia sanitaria pensionistica per proteggere i suoi membri dopo aver raggiunto l'età di 65 anni.
Inoltre si impegna a raggiungere un clima di pace in Medio Oriente attraverso la moda ispirata agli scopi Stati Uniti per la Pace in Medio Oriente.

## Paesi contemplati
| Stato               | Popolazione (numero di abitanti) |
| ------------------- | -------------------------------- |
| Algeria             | 32.930.091                       |
| Arabia Saudita      | 29.195.895                       |
| Bahrein             | 698.585                          |
| Comore              | 690.948                          |
| Egitto              | 78.887.007                       |
| Emirati Arabi Uniti | 7.511.690                        |
| Gibuti              | 486.530                          |
| Giordania           | 5.906.760                        |
| Iraq                | 26.783.383                       |
| Kuwait              | 2.418.393                        |
| Libano              | 3.874.050                        |
| Libia               | 5.900.754                        |
| Marocco             | 33.241.259                       |
| Mauritania          | 3.177.388                        |
| Oman                | 3.102.229                        |
| Stato di Palestina  | 3.889.249                        |
| Qatar               | 885.359                          |
| Siria               | 18.881.361                       |
| Somalia             | 8.863.338                        |
| Sudan               | 30.894.000                       |
| Tunisia             | 10.175.014                       |
| Yemen               | 21.456.188                       |